# Irina Borneman-Starinkévitx
Irina Borneman-Starinkévitx (Sant Petersburg, 31 de desembre de 1890 - 1988) va ser una química i mineralogista soviètica, nomenada Científica Honorífica de la RSFSR.
Va néixer en una família Sant Petersburg, filla d'un enginyer i una metgessa. Va estudiar al gimnàs de dones de Mariinsky, a Tsàrskoie Seló. Es va graduar al gimnàs E.P. Schaffe l'any 1908 i quatre anys més tard ho feia al departament de química de la facultat de física i matemàtiques, als anomenats Cursos Bestúzhev, la institució d'educació superior femenina més important i més destacada de la Rússia Imperial. Va treballar al laboratori de física i química de T. Tammen (Göttingen) sobre la "cristal·lització a partir de l'estat de vapor", i el 1916 va rebre un diploma extern de la Universitat de Petrograd. Va estar investigant als laboratoris de V. I. Vernadski, i va treballar al Museu Mineralògic Fersmann de 1922 a 1932. A partir dels anys 30 va treballar a l'Institut Estatal del Radi, i va dirigir el laboratori de química de Apatit, estudiant la composició química dels minerals. Entre 1937 i 1941 va treballar a l'Institut de Ciències Geològiques de l'Acadèmia de Ciències de l'URSS, i li va ser concedit el grau de candidata a ciències químiques sense defensar cap tesi.
El 1941-1943 va treballar a l'expedició del petroli de la localitat d'Ufà, i el 1945 va defensar la seva tesi doctoral sobre el tema "Sustitucions isomòrfiques en silicats i fosfats de titani". Aquell any va rebre la Medalla per la Tasca Meritòria durant la Gran Guerra Patriòtica de 1941-1945, i dos anys més tarda la Medalla del 800è Aniversari de Moscou. El 1951 va rebre la Medalla dels Treballadors Distingits, i el 1953 la segona condecoració nacional en ordre d'importància de la Unió Soviètica: l'Orde de Lenin. Des de 1975 va ser la Cap del Laboratori Químic Central de l'IGEM, a l'Acadèmia de Ciències de l'URSS.
De les seves investigacions se'n destaca que va resoldre el problema de separar titani, niobi i tàntal per mitjans químics, o el seu desenvolupament d'un mètode per a la determinació d'elements de terres rares en fosfats de calci. Va estudiar minerals rars de Khibini i Lovozero, com l'eudialita, la lamprofil·lita, l'enigmatita o la murmanita, i es va interessar en els problemes de l'isomorfisme en titanosilicats i fosfats; VI Vernadsky va dir sobre aquest treball que era un dels millors i més importants treballs de la mineralogia química.
Existeixen dos minerals que reben el nom en honor seu: la bornemanita, aprovada el 1973 en reconeixement de la seva gran contribució a l'estudi dels minerals rars i la mineralogia dels massissos de Khibini i Lovozero, a la península de Kola; i la iriginita, aprovada el 1959.